# شیرآباد (راسک و فیروزآباد)
شیرآباد روستایی در دهستان راسک وفیروزآباد بخش مرکزی شهرستان راسک استان سیستان و بلوچستان ایران است.

## جمعیت
بر پایه سرشماری عمومی نفوس و مسکن در سال ۱۳۹۵ جمعیت این مکان ۱۶۷ نفر (۴۵خانوار) بوده‌است.